# Kõpsta
Kõpsta  est un village de la Commune de Rakke du Comté de Viru-Ouest en Estonie.
Il est situé à proximité de la frontière entre le Comté de Viru-Ouest, celui de Järva et celui de Jõgeva.

## Source
- (et) Cet article est partiellement ou en totalité issu de l’article de Wikipédia en estonien intitulé « Kõpsta » (voir la liste des auteurs).